# Strengthening the Reporting of Observational studies in Epidemiology
Das STROBE-Statement (Akronym für STrengthening the Reporting of OBservational studies in Epidemiology, deutsch: Verbesserung der Berichterstattung über Beobachtungsstudien in der Epidemiologie) ist eine Publikations-Leitlinie für Beobachtungsstudien in der Medizin, die 2007 in mehreren medizinischen Fachzeitschriften erschienen ist. Sie ist als Publikationsleitlinie auf der Plattform EQUATOR-Netzwerk hinterlegt und wird von den meisten medizinischen Fachzeitschriften als Leitlinie für Publikationen von Beobachtungsstudien gefordert. 